# موراي هاميلتون
موراي هاميلتون (بالإنجليزية: Murray Hamilton)‏ مواليد 24 مارس 1923 في واشنطن، الولايات المتحدة - الوفاة 1 سبتمبر 1986 في واشنطن، الولايات المتحدة، هو ممثل أمريكي بدأ مسيرته الفنية سنة 1944. امتدت مسيرته الفنية لأكثر من 42 عاما.

## الأعمال
- تحليل جريمة قتل
- المحتال
- شرط بابا الرقيق
- الكاردينال
- الخريج
- الطريق الذي كنا عليه
- الفك المفترس
- ذا دراونينغ بول
- الفك المفترس 2

## روابط خارجية
- موراي هاميلتون على موقع IMDb (الإنجليزية)
- موراي هاميلتون على موقع الموسوعة البريطانية (الإنجليزية)
- موراي هاميلتون على موقع ألو سيني (الفرنسية)
- موراي هاميلتون على موقع أول موفي (الإنجليزية)
- موراي هاميلتون على موقع قاعدة بيانات برودواي على الإنترنت (الإنجليزية)
- موراي هاميلتون على موقع قاعدة بيانات الأفلام السويدية (السويدية)
- موراي هاميلتون على موقع إن إن دي بي (الإنجليزية)
- موراي هاميلتون على موقع قاعدة بيانات الفيلم (الإنجليزية)
- موراي هاميلتون على موقع كينوبويسك (الروسية)